# Victor Weisskopf
Pagina "Weisskopf" trimite aici. Penteu versiunea engleză a numelui, vedeți Whitehead.
Victor Frederick Weisskopf (n. 19 septembrie 1908, Viena, Austro-Ungaria – d. 22 aprilie 2002, Massachusetts, SUA) a fost un fizician austriac american. În timpul celui de-al doilea război mondial a lucrat la Laboratoarele din Los Alamos din statul New Mexico în cadrul Proiectului Manhattan care era menit să producă și a produs primele bombe atomice operaționale. Ulterior, a devenit foarte preocupat de proliferarea armelor nucleare devenind cofondator și membru al consiliului de conducere a Union of Concerned Scientists. Weisskpof a fost, de asemenea, director general al CERN între anii 1961–1966.
Weisskopf a fost recompensat pentru meritele sale științifice cu medalia Max Planck în 1956, premiul mondial Cino Del Duca în 1972, medalia națională pentru știință în 1980 și cu Premiul Wolf în 1981.

## Citat
| “ | Human existence is based upon two pillars: Compassion and knowledge. Compassion without knowledge is ineffective; knowledge without compassion is inhuman. | ” |

| “ | Existența umană este bazată pe doi stâlpi, compasiune și cunoaștere. Compasiune fără cunoaștere este ineficientă; cunoașterea fără compasiune este inumană. | ” |

## Vezi și
- Listă de fizicieni austrieci